# Avempace
Avempace — également connu sous ses noms arabes Ibn Bajja (ابن باجة en arabe) ou Abu Bakr Mohammed ben Yahya ben as-Sayegh ( أبو بكر محمد بن يحيى بن الصايغ) — est un philosophe, médecin, astronome, géomètre, musicien et poète musulman arabe,,, né entre 1077 et 1082 dans ce qui est maintenant la comarque de Saragosse, et serait mort empoisonné vers 1138 à Fès. En Occident, il est principalement connu sous ce nom latinisé « Avempace ». Il eut pour maître Avenzoar (ibn Zohr).
Esprit universel, musicien, compositeur, poète et scientifique, il écrivit plusieurs livres, comme la Lettre d’adieu, l’Épître de la conjonction de l’Intellect agent avec l’homme et le Régime du solitaire, inachevé. Il composa également des chansons et des poèmes populaires, et s’adonna à l’étude des mathématiques, de l’astronomie et de la botanique. Il jouait du luth et est considéré comme un des fondateurs d'un style musical typiquement andalou : le mouachah (ou muwaššah).

## Biographie
Il étudie la musique, la poésie, la philosophie et la logique d'al-Farabi. Lorsque Saragosse est prise par les Almoravides en 1110, Avempace devient vizir à Saragosse, auprès de Ibn Tifilwit de 1114 à 1116, avant que ce dernier ne périsse dans une opération militaire contre les chrétiens en 1118. Avempace a été très proche d'Ibn Tifilwit : il lui rédigea un éloge panégyrique et des poèmes. En 1118, Saragosse est conquise par Alphonse Ier, on pense qu'Avempace n'a pu quitter la ville et qu'il a été emprisonné. Mise à part cette période de détention qui est rapportée dans une lettre à son ami Ibn al-Imâm, où il explique qu'il a entrepris la rédaction d'un traité philosophique, aucune information n'est disponible sur sa vie entre 1118 et 1136. Il aurait été emprisonné une seconde fois, accusé d'hérésie, par Ibrahim b. Yusuf b. Tashufin. Les motifs réels pourraient être l'inimitié qu'il inspirait à des savants jaloux. Il aurait été libéré grâce au qadi Ibn Rushd, le grand-père d'Averroès. Il reste ensuite dans le cercle du pouvoir almoravide et continue d'exercer une charge de vizir auprès de Yaḥyà ibn Yûsuf Ibn Tâshufîn. On le sait simplement à Séville en 1136 avec son disciple Abû l-Ḥasan Ibn al-Imâm al-Ansari.
On dit qu'il fut empoisonné par son rival Abu l-‛Ala’ Ibn Zuhr, père d'Avenzoar, mais ce fait paraît peu probable,.
Auteur d'ouvrages de mathématiques, métaphysique et morale qui ont été fort estimés de ses contemporains musulmans et souvent cités avec éloge par Ibn Tufayl au XIIe siècle, il professait une philosophie mystique[réf. nécessaire] qui le fit accuser d'hérésie par ses coreligionnaires.
Du fait de son œuvre, il est, selon Ibn Khaldun, en Occident ce qu'est Al-Fârâbî pour l'Orient.

## Œuvre
- La Conduite de l'isolé et Deux Autres Épîtres, éditions Vrin, 2010.
- Commentaire de la logique d'al-Farabi.
- Commentaires d'Aristote.
- Risalat al-Waddʿ (« Lettre d'adieu »), adressée à son ami Ibn al-Imam[9] lorsque ce dernier quitte l'Andalousie pour l'Égypte[7].
- Risalat Ittisal al-ʿaql bi 'l-insan (« Lettre sur l'union de l'intellect avec l'homme »).
- Plusieurs traités médicaux.
- Kitab al-nabat (Liber de plantis).

### Écrits relatifs à la musique
- Remarques sur l’audition
- Traité des mélodies

Ibn Bajja décrit les effets thérapeutiques de la musique : jouer du ʿud (luth) favorise selon lui l'équilibre des humeurs.

### Philosophie politique
L’œuvre majeure de ses écrits philosophiques politiques est Le Régime du solitaire (Tadbir al-mutawahhid). Dans cet ouvrage il décrit la cité idéale pour en faire le modèle de l'individu. Il ne considère pas que les cités existantes puissent être corrigées selon le modèle idéal.

Il prolonge la réflexion d'al-Farabi sur la cité idéale en se demandant ce que doit faire le sage qui vit dans une société imparfaite. Le contexte d'intolérance religieuse dans lequel vit Ibn Bajja n'est sans doute pas étranger à ce questionnement. Alors qu'al-Farabi suggère que le sage doit s'exiler pour trouver des conditions plus favorables à l'exercice de la philosophie, Ibn Bajja recommande au philosophe de rester, mais en se retirant dans une vie consacrée à la méditation. La place du philosophe dans une société qui n'est pas idéale, c'est l'isolement à l'intérieur de cette cité.
Il est inspiré des écrits d'Aristote comme de nombreux savants de son temps. Si Avempace conserve certains concepts de la vision d'Aristote dans la description de la vie et du fonctionnement de la cité, il a une démarche différente. Tout d'abord il a une attitude "insulaire", c'est-à-dire qu'il pense le monde à l'écart ; l'idéal philosophique est pour Avempace incompatible avec la vie en cité à l'inverse de la pensée grecque antique où la cité est la finalité de la pensée.
À travers cet isolement, il ne souhaite pas être en rupture avec la société, mais il refuse plutôt de rentrer dans une classe sociale qui réduirait son horizon de pensée et le priverait de liberté. Avempace cherche dans cet ouvrage à décrire le bon gouvernement ; il reprend la division aristotélicienne des sciences de gouverner à travers l'éthique (gouvernement de soi), la gestion d'un bien domestique et la politique (gouvernement de la cité). Il est très critique envers la deuxième partie de la bonne gouvernance, c'est-à-dire les biens domestiques, ces derniers sont perçus comme incapables, par Avempace, de se fondre dans la vie de la cité. Il critique les intérêts des clans qui font passer leurs propres intérêts avant ceux de l’État. Il est aussi critique par rapport à un manque de convictions profondes de la part de la population qui n'a que des aspirations purement matérialistes, notamment les descendants de la noblesse. Il prône aussi un pouvoir plus légaliste et vertueux qui ne s'appuie pas sur la ruse et la force.
Sa vision pessimiste des choses est assez intéressante, car il est un homme de pouvoir qui est comme dégoûté de son époque qu'il juge décadente. Il ne faut pas oublier qu'il a été plusieurs fois victime de complots de cours qui l'ont conduit à être emprisonné à deux reprises.

### Métaphysique
Averroès lui doit sa théorie de l'immortalité de l'âme. Notamment dans sa Lettre d'adieux, Ibn Bajja avance que l'âme n'est pas immortelle dans son individualité. Albert le Grand s'attachera à réfuter cette doctrine.
Il rejette le mysticisme d'al-Ghazali : pour lui, la raison est la seule voie vers la vérité.
Il élabore une théorie d'inspiration néo-platonicienne, selon laquelle l'âme n'atteint la félicité qu'en s'élevant graduellement dans la connaissance. Mais cette ascension a un caractère intellectuel plutôt que spirituel. Son degré ultime est l'union avec l'Intellect agent, qui émane de Dieu.

## Hommages
Son nom a été attribué à un cratère lunaire.